# Rafflesia lawangensis
Rafflesia lawangensis este o specie de plante parazite din genul Rafflesia, familia Rafflesiaceae, ordinul Malpighiales, descrisă de Mat-salleh, Mahyuni și Susatya. Conform Catalogue of Life specia Rafflesia lawangensis nu are subspecii cunoscute.